# Pandora's Toys
Pandora's Toys è una compilation del gruppo musicale statunitense Aerosmith, pubblicata nel 1994. Il disco è formato da brani già presenti nel box set Pandora's Box del 1991.

## Tracce
1. Sweet Emotion (Steven Tyler, Tom Hamilton)
2. Draw the Line (Tyler, Joe Perry)
3. Walk This Way (Tyler, Perry)
4. Dream On (Tyler)
5. Train Kept A-Rollin' (Tiny Bradshaw, Howard Kay, Lois Mann)
6. Mama Kin (Tyler)
7. Nobody's Fault (Tyler, Brad Whitford)
8. Seasons of Wither (Tyler)
9. Big Ten Inch Record (Fred Weismantel)
10. All Your Love (Otis Rush)
11. Helter Skelter (John Lennon, Paul McCartney)
12. Chip Away the Stone (Tyler, Perry, Richard Supa)